# Bilajer
Bilajer (ryska: Bil’gyakh, Бильгях, azerbajdzjanska: Bilgəh) är en ort i Azerbajdzjan.   Den ligger i distriktet Baku, i den östra delen av landet, 24 kilometer nordost om huvudstaden Baku. Bilajer ligger 18 meter över havet och antalet invånare är 8 983.
Terrängen runt Bilajer är huvudsakligen platt. Bilajer ligger uppe på en höjd. Trakten är tätbefolkad. Närmaste större samhälle är Maştağa, 4,8 kilometer sydväst om Bilajer.
Omgivningarna runt Bilajer är i huvudsak ett öppet busklandskap.